# Face (2004)
Face ist ein südkoreanischer Horrorfilm aus dem Jahr 2004 des Regisseurs Yoo Sang-gon.

## Handlung
Der ehemalige Bildhauer Lee Hyun-min arbeitet in einem forensischen Institut, bei dem er Gesichter aus Totenköpfen rekonstruiert. Um mehr Zeit mit seiner kranken Tochter Jin zu verbringen, kündigt er seinen Job. Jin soll eine Herztransplantation von dem Arzt Dr. Yoon bekommen.
Die Polizei und die angehende Forscherin Sun-Young wenden sich an Hyun-min, denn er soll den Totenschädel eines Opfers untersuchen, dessen Körper mit Säure bis auf die Knochen verätzt wurde. Hyun-min verweigert erst den Auftrag, doch als er und seine Tochter von dem Geist des Opfers heimgesucht werden, versucht er, Antworten zu finden, und beginnt, das Gesicht der toten Frau zu rekonstruieren. Als bei Jin plötzlich Probleme mit dem transplantierten Herz auftreten, bittet Hyun-min Dr. Yoon um Auskunft über die Vorgeschichte des Spenders.
Der Arzt möchte ihm keine Informationen darüber geben und besteht auf Diskretion. Damit wird er zum Hauptverdächtigen von dem Kriminalbeamten Suh, der verantwortlich für die Aufklärung des Mordes an der toten Frau ist. Hyun-min hat eine Vorahnung und findet einen weiteren Schädel, der vor langer Zeit begraben wurde. Als Hyun-min das Gesicht des Toten rekonstruiert, stößt er auf ein unheimliches Geheimnis, das alle Beteiligten in Gefahr bringt. Der Totenkopf gehört zu Sun-Young, was bedeutet, dass sie der Geist war, der Hyun-min und seine Tochter heimgesucht hat.
Es stellt sich außerdem heraus, dass die Opfer alle an der Krankheit „Beta-Allergie“ gelitten haben. Auch Hyun-mins Tochter, denn sie hat das Herz eines an der Beta-Allergie-Erkrankten erhalten. Hyun-min enthüllt in Zusammenarbeit mit der Polizei ein geheimes Komplott der Organtransplantation. Die Menschen wurden nur für ihre Körperteile ermordet, und Dr. Yoon transplantiert sie.

## Hintergrund

### Veröffentlichung
Der Film wurde in Südkorea am 11. Juni 2004 veröffentlicht und in Thailand am 6. Januar 2005.
DVD-Premiere feierte er in den USA am 27. September 2005, in Frankreich am 24. April 2006 und in Argentinien am 5. November 2008.
Das Budget des Films lag bei vier Millionen US-Dollar. Der Film wurde als Mischung aus Der Fluch – The Grudge und Der Knochenjäger vermarktet, hatte jedoch nur mäßigen Erfolg.

## Kritiken
Beyond Hollywood kritisierte: „Es gibt nicht viel, was man an “Face” originell finden kann, selbst wenn man nur vage mit asiatischen Horrorfilmen vertraut ist. Das alles hat man schon viel besser in Filmen wie “Phone” oder “Into the Mirror” gesehen.“
Die Unoriginalität von “Face” sei schockierend und der Filmemacher Yoo Sang-gon erfülle nicht die Erwartungen, die man an ihn stellen würde.
Korean Grindhouse urteilte „Ich habe noch nie in daran gedacht, wie erschütternd es sein muss, wenn man herausfindet, dass das lebensrettende Herz für die eigene Tochter von einem Serienkiller beschafft wurde, der mit einem dubiosen Kardiologen zusammenarbeitet. Regisseur Yoo Sang-gon und seine Drehbuchautoren haben sich auch nicht mit diesem beunruhigen Gedanken auseinandergesetzt, obwohl sie vielleicht gemerkt haben, dass dies eine Schlüsselkomponente des Horrorstreifens “Face” ist.“